# Babina subaspera
Babina subaspera (tên tiếng Anh: Otton Frog), là một loài ếch trong họ Ranidae. Nó là loài đặc hữu của các đảo Amami Ōshima và Kakeromajima ở quần đảo Ryukyu, Nhật Bản. Các môi trường sống tự nhiên của chúng là các khu rừng ẩm ướt đất thấp nhiệt đới hoặc cận nhiệt đới, đầm nước ngọt, và đầm nước ngọt có nước theo mùa. Loài này đang bị đe dọa do mất môi trường sống do nạn phá rừng, và bị loài cầy mangut đưa vào đây ăn thịt. Nó là mộtr trong hai loài duy nhất (loài kia là Holst's Babina holsti) có "ngón cái giả" trên cặp chi trước.